# Heliophila rigidiuscula
Heliophila rigidiuscula là một loài thực vật có hoa trong họ Cải. Loài này được Sond. mô tả khoa học đầu tiên.